# Paul Tawat Singsa
Paul Tawat Singsa (ur. 13 marca 1966 w Ban Mi) – tajski duchowny rzymskokatolicki, biskup Nakhon Sawan od 2024. 

## Życiorys
Święcenia kapłańskie przyjął 24 października 1992 i został inkardynowany do diecezji Nakhon Sawan. Pracował głównie jako duszpasterz parafialny oraz jako dyrektor diecezjalnych szkół. W latach 2012–2019 był wychowawcą i wykładowcą w krajowym seminarium duchownym w Sampran. 
13 lutego 2024 papież Franciszek mianował go biskupem diecezjalnym Nakhon Sawan.  
23 marca 2024 otrzymał święcenia biskupie w Katedrze św. Anny w Nakhon Sawan. Udzielił mu ich kardynał  Kriengsak Kovithavanij, arcybiskup Bangkoku.   